# Covarianza generale
In fisica teorica, la covarianza generale, anche nota come covarianza di diffeomorfismo o invarianza generale, è l'invarianza della forma delle leggi fisiche sotto ogni trasformazione di coordinate differenziabile. Il concetto essenziale è che le coordinate non esistono a priori in natura, ma sono solo artifici usati nella descrizione della natura, e dunque non devono giocare nessun ruolo nella formulazione delle leggi fondamentali di fisica.
Una legge fisica espressa in un modo generalmente covariante prende la stessa forma matematica in tutti i sistemi di coordinate, ed è di solito espressa in termini di campi tensoriali. L'elettrodinamica classica è una teoria che ha una tale formulazione.
Albert Einstein propose questo principio per la sua teoria della relatività ristretta; tuttavia, quella teoria era limitata ai sistemi di coordinate dello spazio-tempo correlati gli uni agli altri soltanto per mezzo di moti relativi uniformi, i cosiddetti sistemi inerziali. Einstein era consapevole del fatto che il principio di relatività generale dovesse essere applicato anche ai moti relativi accelerati e utilizzò lo strumento del calcolo tensoriale per estendere la covarianza di Lorentz globale della teoria ristretta, cioè applicata soltanto per i sistemi inerziali, alla più generale covarianza di Lorentz locale, ovvero che si applica per tutti i sistemi, producendo alla fine la sua teoria della relatività generale. La riduzione locale del tensore metrico generale in una metrica di Minkowski corrisponde, in questa teoria, al moto in caduta libera (geodetico), sì da abbracciare il fenomeno della gravitazione.
Molte delle teorie di campo unificate classiche sono tentativi di estendere ulteriormente la teoria generale della relatività onde interpretare ulteriori fenomeni fisici, in particolare l'elettromagnetismo, nel quadro della covarianza generale, e più precisamente come oggetti puramente geometrici nel continuum dello spazio-tempo.

## Osservazioni
La relazione tra la covarianza generale e la relatività generale può essere sintetizzata citando un libro di testo standard:
Un'interpretazione più moderna del contenuto fisico del principio originale di covarianza generale è che il gruppo di Lie {\displaystyle GL_{4}(\mathbf {R} )} è una fondamentale simmetria "esterna" dell'universo. Altre simmetrie, comprese le simmetrie "interne" basate sui gruppi compatti, adesso giocano un ruolo maggiore nelle teorie fisiche di base.